# إريك أوتشيينغ
إريك أوتشيينغ (بالإنجليزية: Erick Ochieng)‏ مواليد 5 مايو 1987 في نيروبي، هو ملاكم محترف إنجليزي يصنف ضمن فئة الوزن المتوسط.

## إحصائيات
خاض خلال مسيرته 22 نزالا، فاز في 16 وتعادل في 1 وخسر في 5. فاز بالضربة القاضية في 4 نزالات.

## روابط خارجية
- إريك أوتشيينغ على موقع بوكس ريك (الإنجليزية) (registration required)